# Сан Потито (Равена)
Сан Потито је насеље у Италији у округу Равена, региону Емилија-Ромања.
Према процени из 2011. године у насељу је живело 658 становника. Насеље се налази на надморској висини од 11 m.